# Ilay Camara
Ilay Camara (Bonheiden, 18 gennaio 2003) è un calciatore senegalese con cittadinanza belga, difensore dell'Anderlecht.

## Caratteristiche tecniche
È un terzino destro.

## Carriera

### Club
Camara è cresciuto nel settore giovanile dell'Anderlecht, che nel 2022 lo ha assegnato alla neonata squadra riserve, l'RSCA Futures. Ha esordito il 21 agosto nell'incontro vinto 2-0 contro il Lommel. Il 24 febbraio 2023 ha firmato il suo primo contratto professionistico, valido fino al 2025.
Il 6 settembre seguente, senza essere riuscito a debuttare in prima squadra, è stato ceduto a titolo definitivo al RWDM47. Ha debuttato poche settimane dopo nell'incontro di Pro League pareggiato 0-0 contro l'Anversa. ed il 4 novembre ha segnato il suo primo gol contro il Kortrijk; termina la stagione con 28 presenze e 3 reti.
Nell'estate del 2024 viene ceduto in prestito allo Standard Liegi, altro club della prima divisione belga. Al termine della stagione viene riscattato dai rouges.
Il 6 luglio 2025 ritorna all'Anderlecht, firmando un contratto valido fino al 2030.

### Nazionale
Ha giocato nelle nazionali giovanili belghe Under-15 ed Under-16.
Successivamente opta per rappresentare il Senegal, nazionale delle sue origini, con cui ha esordito il 25 marzo 2025 nel successo per 2-0 contro il Togo.

## Statistiche

### Presenze e reti nei club
Statistiche aggiornate al 20 aprile 2024.
| Stagione        | Squadra         | Campionato      | Campionato | Campionato | Coppe nazionali | Coppe nazionali | Coppe nazionali | Coppe continentali | Coppe continentali | Coppe continentali | Altre coppe | Altre coppe | Altre coppe | Totale | Totale | Totale |
| Stagione        | Squadra         | Comp            | Pres       | Reti       | Comp            | Pres            | Reti            | Comp               | Pres               | Reti               | Comp        | Pres        | Reti        | Pres   | Reti   |        |
| --------------- | --------------- | --------------- | ---------- | ---------- | --------------- | --------------- | --------------- | ------------------ | ------------------ | ------------------ | ----------- | ----------- | ----------- | ------ | ------ | ------ |
| 2022-2023       | RSCA Futures    | 2D              | 26         | 0          |                 | -               | -               |                    | -                  | -                  |             | -           | -           | 26     | 0      |        |
| ago. 2023       | RSCA Futures    | 2D              | 4          | 0          |                 | -               | -               |                    | -                  | -                  |             | -           | -           | 4      | 0      |        |
| 2023-2024       | RWDM47          | D1              | 28         | 3          | CB              | 3               | 0               |                    | -                  | -                  |             | -           | -           | 31     | 3      |        |
| Totale carriera | Totale carriera | Totale carriera | 58         | 3          |                 | 3               | 0               |                    | -                  | -                  |             | -           | -           | 61     | 3      |        |

### Cronologia presenze e reti in nazionale
| Cronologia completa delle presenze e delle reti in nazionale ― Senegal | Cronologia completa delle presenze e delle reti in nazionale ― Senegal | Cronologia completa delle presenze e delle reti in nazionale ― Senegal | Cronologia completa delle presenze e delle reti in nazionale ― Senegal | Cronologia completa delle presenze e delle reti in nazionale ― Senegal | Cronologia completa delle presenze e delle reti in nazionale ― Senegal | Cronologia completa delle presenze e delle reti in nazionale ― Senegal | Cronologia completa delle presenze e delle reti in nazionale ― Senegal |
| Data                                                                   | Città                                                                  | In casa                                                                | Risultato                                                              | Ospiti                                                                 | Competizione                                                           | Reti                                                                   | Note                                                                   |
| ---------------------------------------------------------------------- | ---------------------------------------------------------------------- | ---------------------------------------------------------------------- | ---------------------------------------------------------------------- | ---------------------------------------------------------------------- | ---------------------------------------------------------------------- | ---------------------------------------------------------------------- | ---------------------------------------------------------------------- |
| 25-3-2025                                                              | Dakar                                                                  | Senegal                                                                | 2 – 0                                                                  | Togo                                                                   | Qual. Mondiali 2026                                                    | -                                                                      | 55’                                                                    |
| 6-6-2025                                                               | Dublino                                                                | Irlanda                                                                | 1 – 1                                                                  | Senegal                                                                | Amichevole                                                             | -                                                                      | 77’                                                                    |
| Totale                                                                 |                                                                        | Presenze                                                               | 2                                                                      |                                                                        | Reti                                                                   | 0                                                                      |                                                                        |